# Jablovec
Jablovec – wieś w Słowenii, w gminie Podlehnik. W 2018 roku liczyła 114 mieszkańców.